# Cerimônia de abertura dos Jogos Olímpicos de Verão de 2008
A Cerimônia de Abertura dos Jogos Olímpicos de Verão de 2008 ocorreu no Estádio Nacional de Pequim, o "Ninho de Pássaro", no dia 8 de agosto às 20h no horário local (UTC+8), em virtude de crença chinesa de que o número oito traz boa sorte. Segundo os organizadores, 91000 pessoas assistiram à cerimônia no estádio.
O evento foi dirigido pelo cineasta Zhang Yimou, assessorado por especialistas em dança, música e fogos de artifício. A cerimônia, focada na cultura da China e considerada a melhor da história olímpica, custou 100 milhões de dólares e foi assistida por quatro bilhões de pessoas em todo o mundo.
Mais de cem chefes de Estado estiveram presentes no Ninho de Pássaro (entre eles, George W. Bush, dos Estados Unidos, e Luiz Inácio Lula da Silva, do Brasil). Para produzir o espetáculo, foram usados dez mil metros de fibra ótica e 44000 lâmpadas no palco de 400 toneladas. 14000 atores e bailarinos e 2488 voluntários estiveram envolvidos com o evento.
Antes da cerimônia, um "pré-show" de uma hora de quinze minutos trouxe para Pequim artistas de vinte e oito grupos do país. O espetáculo principal foi dividido em quatro partes: na Cerimônia de Boas-Vindas, ocorreu a chegada do presidente Hu Jintao e a entrada de dois mil e oito percussionistas com fous, instrumento tradicional do país. Após a contagem regressiva final, teve início a Parte Artística, com apresentações relacionadas a pintura, escrita e música, exaltando a civilização chinesa. O Desfile das Delegações contou com a presença de 204 países. Na última parte da cerimônia, ocorreram os discursos oficiais e o protocolo de abertura. Encerrando o evento, o ex-ginasta Li Ning, preso por cabos, percorreu a lateral interna do estádio antes de acender a pira olímpica, encerrando a cerimônia com cerca de quarenta minutos de atraso.

## Preparação

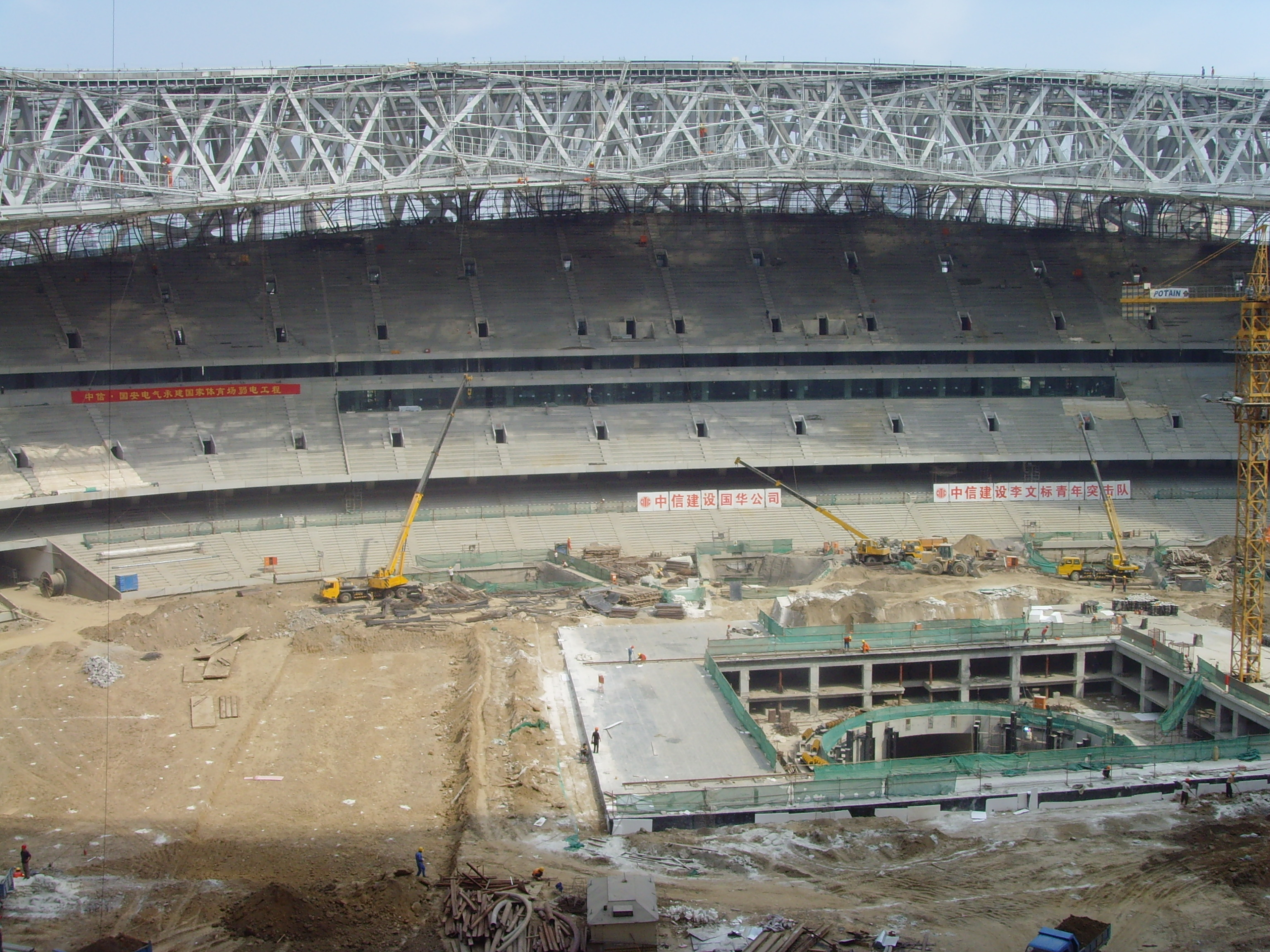
Estádio Nacional de Pequim em construção.

A cerimônia começou a ser preparada em 2005, ano em que o Comitê Organizador recebeu diversas propostas de todo o mundo. No ano seguinte, treze projetos foram selecionados para a segunda fase, de onde foram escolhidos os três vencedores, que seriam mesclados para formar a cerimônia. Zhang Yimou foi escolhido diretor geral, com Zhang Jigang como diretor de coreografia, Chen Weiya como especialista em cerimônias de abertura, Cai Guoqiang como especialista em fogos de artifício, Chen Qigang como compositor e Yu Jianping como diretor técnico.
Como forma de integrar os elementos que seriam apresentados na cerimônia, os diretores imaginaram uma aquarela para o evento, com o conceito de "apresentar o mundo num pequeno quadrado". Na primeira versão do programa, a equipe pensou em usar as ideias do papel, dos caracteres chineses e da própria aquarela, bem como a Rota da Seda e as viagens de Zheng He. Para os diretores, a Terra deveria aparecer na cerimônia, em conformidade com o slogan dos Jogos, "Um Mundo, Um Sonho".
Em abril de 2007, a equipe de direção decidiu dividir a parte artística da cerimônia em dois atos, "Brilhante Civilização", que iria contar os 5000 anos de história chinesa, e "Era Gloriosa", que exibiria as conquistas da China moderna. Com isso, estava pronta a estrutura básica do projeto.
Cai Guoqiang deu sua contribuição para a cerimônia com sua especialidade, a "pintura com fogos de artifício". A ideia original era representar a tela Guernica, de Pablo Picasso, com fogos de artifício. O Comitê Olímpico Internacional, entretanto, não aprovou o projeto, por acreditar que a representação da tela trazia aos espectadores tristes lembranças da Segunda Guerra Mundial. Isso, aliado à falta de confiança no sucesso e na segurança do projeto, fez a equipe de direção abandonar a ideia.
No início de 2008, a equipe de produção da cerimônia sofreu uma baixa: o cineasta americano Steven Spielberg, que era conselheiro da equipe, decidiu abandonar o posto, em protesto à atuação do governo chinês no conflito de Darfur, no Sudão.
Pela primeira vez na história olímpica, os atletas seriam agentes ativos numa cerimônia de abertura, pois, durante o desfile, deixariam pegadas e formariam um arco-íris numa aquarela, que faria parte de toda a cerimônia. A revoada de pombas, uma antiga tradição nas cerimônias de abertura, deixada de lado após o fiasco em Seul 1988 (em que várias pombas voaram para a pira olímpica e foram queimadas vivas), seria resgatada nos Jogos de Pequim de uma forma artística, com mímica. O projeto foi finalizado em abril de 2008, quando deu-se início à fase de produção, com ensaios, aquisição de equipamentos e testes.

## O evento

### Cerimônia de Boas Vindas

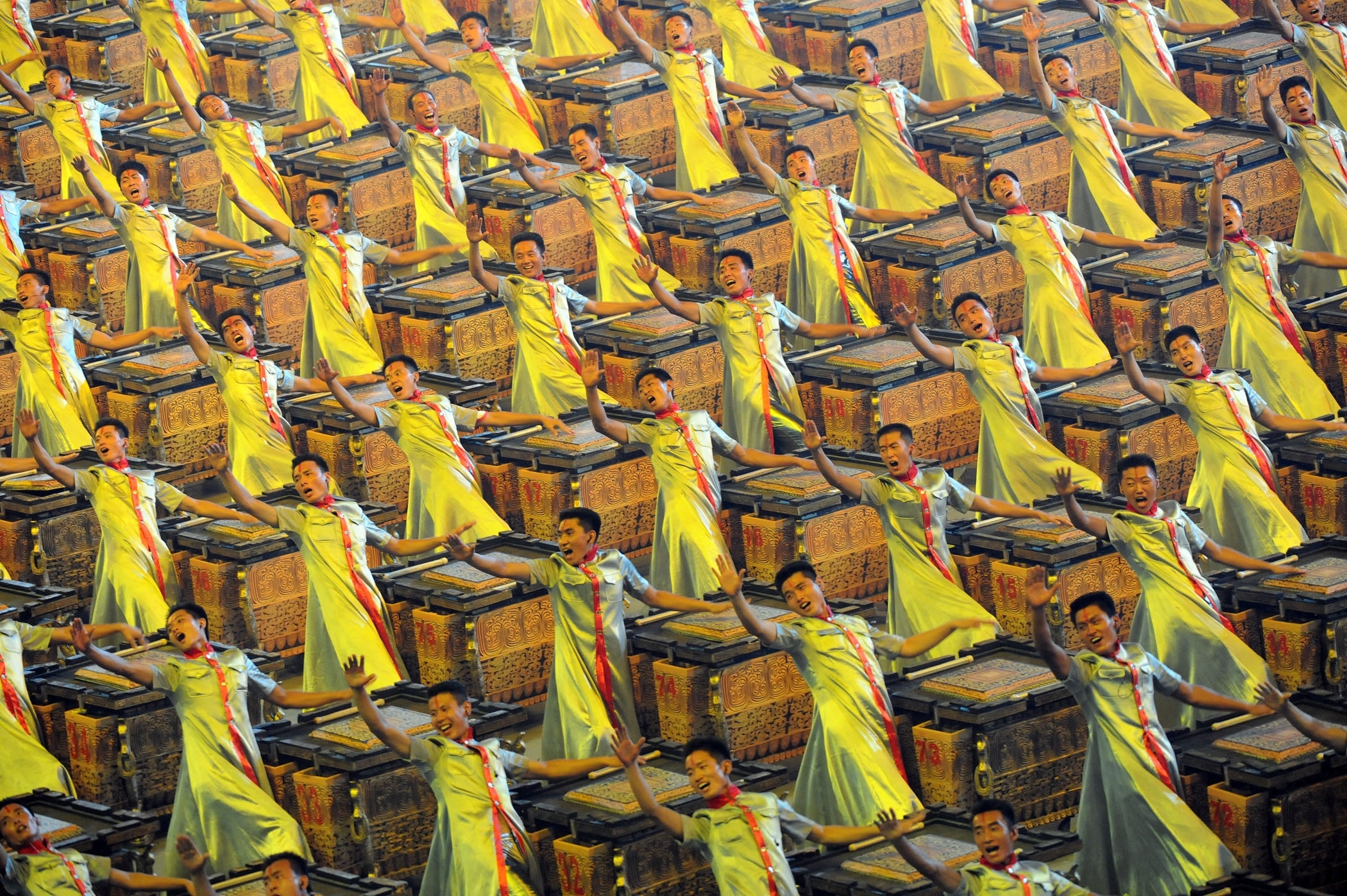
Percussionistas com fous deram início à cerimônia.

A cerimônia de abertura propriamente dita começou com a apresentação de dois mil e oito percussionistas do Exército de Liberação Popular da China com fous, instrumentos de bronze tradicionais do país. A contagem regressiva, em algarismos arábicos e chineses, foi feita pelos próprios instrumentistas. Após a apresentação oficial dos presidentes do Comitê Olímpico Internacional e da República Popular da China, os percussionistas executaram uma performance em que repetiam uma conhecida frase de Confúcio, "Amigos vieram de longe, como estamos felizes."
Na sequência, vinte e nove fogos de artifício em formato de pegadas representaram uma marcha vinda do centro da cidade em direção ao estádio, numa referência à primeira das quatro grandes invenções chinesas, a pólvora.
Com a explosão da última pegada sendo feita próximo ao Ninho de Pássaro, fadas (apsarás, na mitologia budista) voaram pelo estádio, representando beleza e romantismo. Os anéis olímpicos foram formados por centenas de pontos luminosos no centro do estádio. A Cerimônia de Boas Vindas terminou com a entrada da bandeira da China, trazida por crianças vestidas com trajes típicos das cinquenta e seis etnias do país, e a execução do hino nacional do país.
As principais polêmicas relacionadas à cerimônia tiveram relação com este segmento. Os fogos de artifício em formato de pegadas não foram executados ao vivo; a música cantada na entrada da bandeira foi dublada; e as crianças que levaram a bandeira até o mastro não eram nativas das minorias do país.

### Performances artísticas

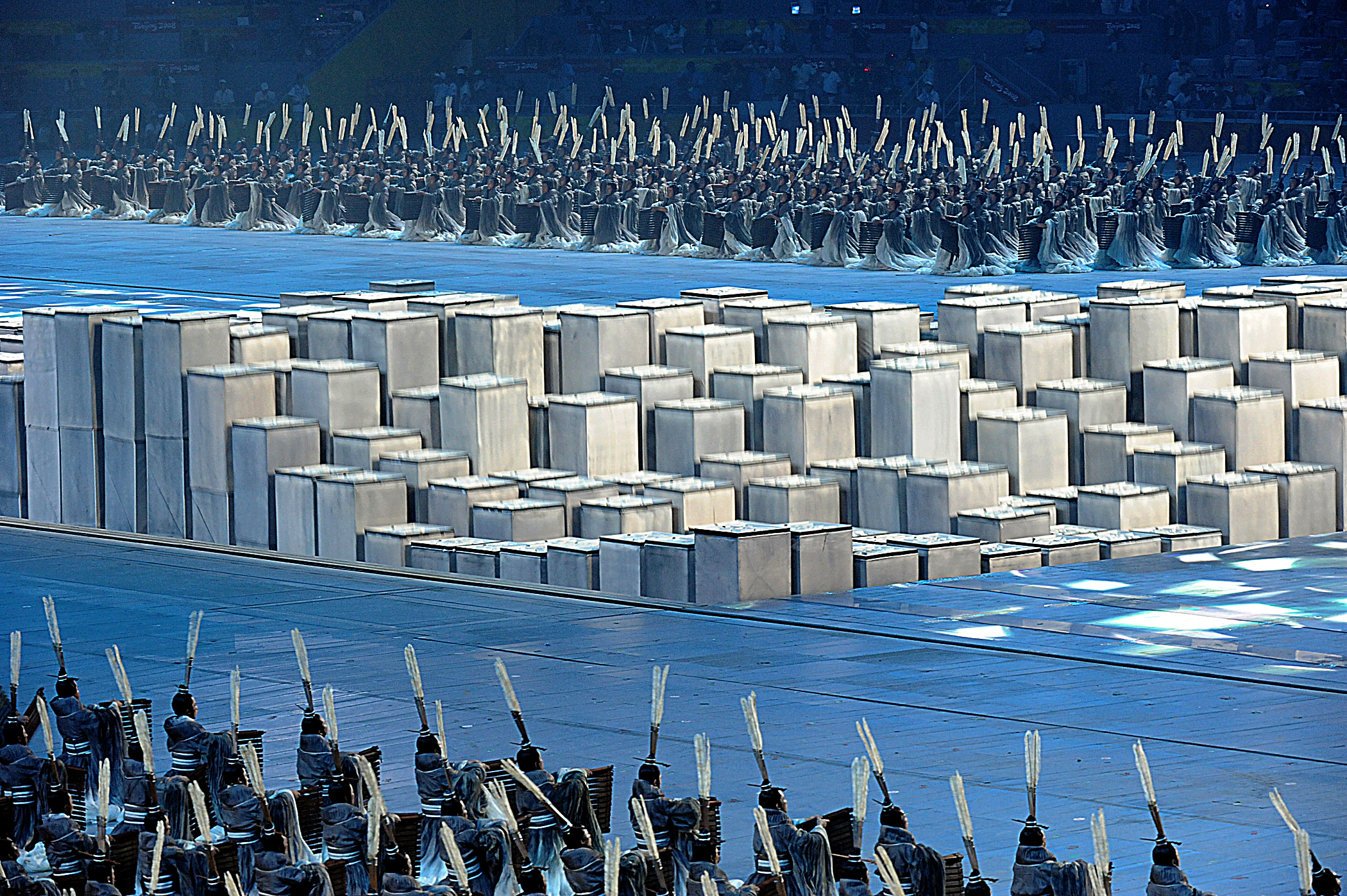
Os tipos móveis de impressão estiveram representados na cerimônia de abertura.

Logo após o hino, foi exibido um vídeo artístico sobre a fabricação do papel, outra das grandes invenções chinesas. Em seguida, uma tela de LED em formato de pergaminho foi desenrolada no centro do estádio. Enquanto a tela exibia imagens da arte chinesa, bailarinos criavam uma aquarela numa lona, ao som do guqin, um dos mais antigos instrumentos de corda do mundo.[carece de fontes?]
Após a aquarela ficar pronta, artistas representando os 3000 Discípulos de Confúcio recitaram trechos dos Analetos: "Todos, nos quatro mares, podem ser considerados irmãos". O chão do estádio se abriu e surgiram blocos representando os tipos móveis de impressão, a terceira das grandes invenções chinesas. Os blocos se moveram para formar três variantes do caractere 和 (he - harmonia) e a Grande Muralha da China. Ao final do segmento, foi revelado que os movimentos dos blocos não eram controlados por equipamentos eletrônicos, mas sim por 897 pessoas.

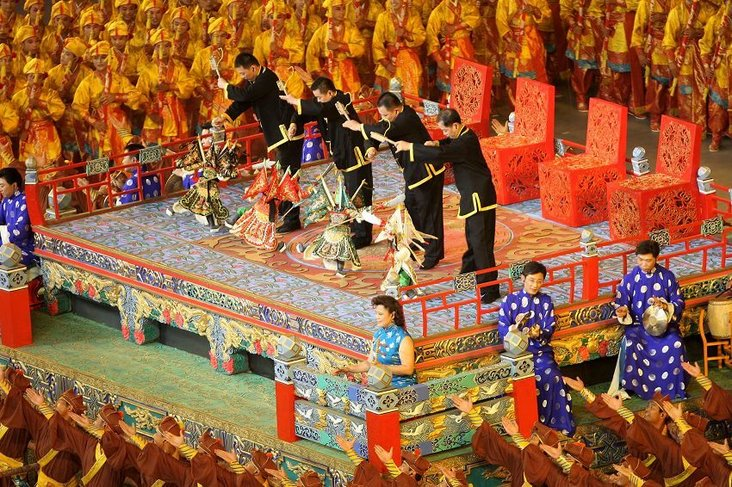
Performance com bonecos.

O próximo segmento trouxe para o estádio a Ópera de Pequim e uma performance com bonecos. Em seguida, a representação da Rota da Seda e da rota marítima usada por Zheng He. Este segmento representou a quarta e última grande invenção chinesa apresentada na cerimônia, a bússola. Uma das mais antigas óperas chinesas, a de Kunqu, foi apresentada. Ainda neste segmento, torres vermelhas e laranja emergiram, enquanto dançarinas representando as dinastias que governaram o país passaram pelo palco.

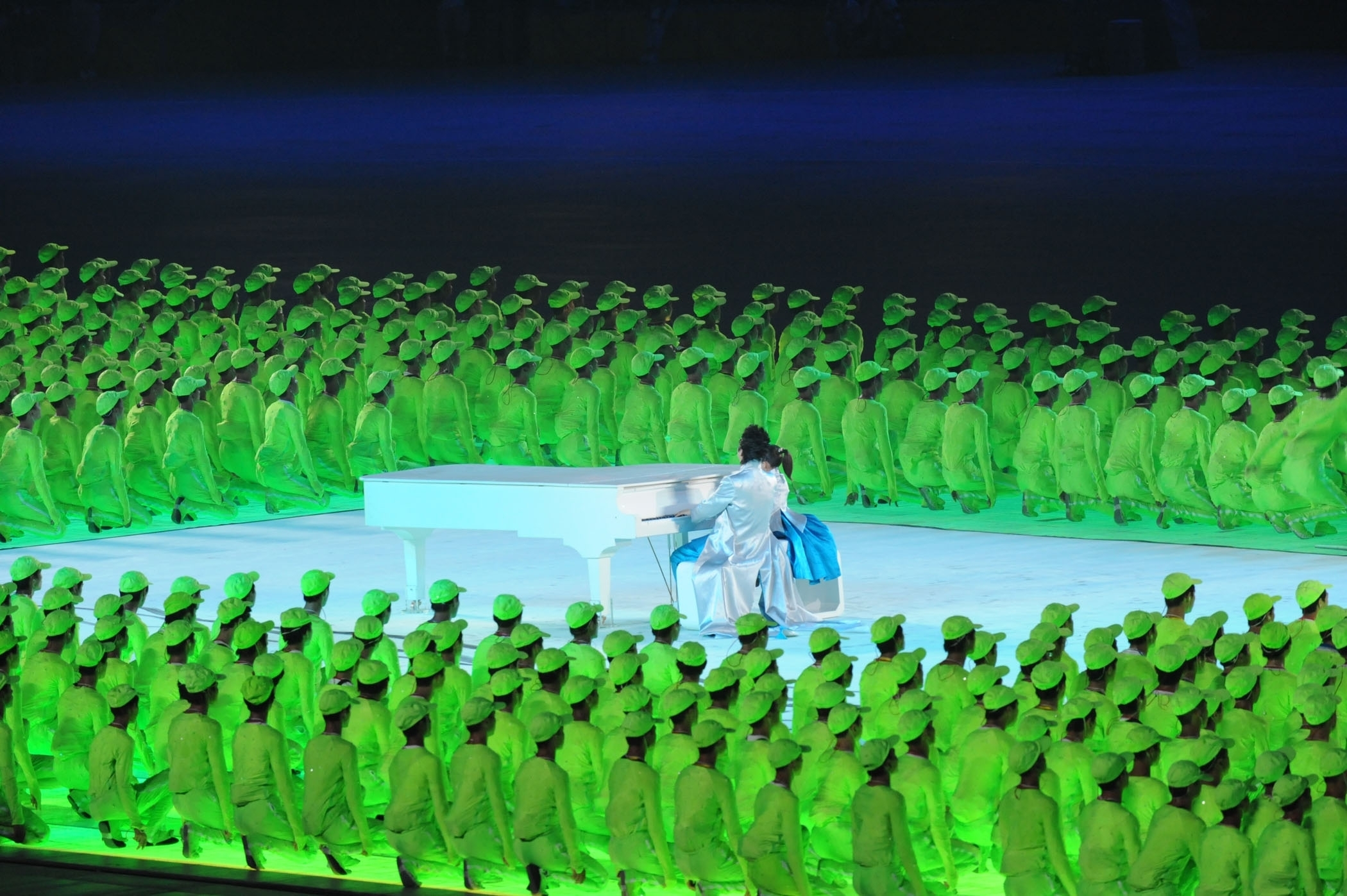
O pianista Lang Lang se apresentou na cerimônia de abertura.

A cerimônia seguiu com a apresentação do pianista Lang Lang, acompanhado de Li Muzi, uma menina de cinco anos. Ao redor dos pianistas, dançarinos com lâmpadas na roupa representaram a China moderna, formando o desenho de um pássaro e recriando a estrutura do Estádio Olímpico.
Dois mil e oito mestres de Tai Chi Chuan se apresentaram ao redor de uma sala de aula, representando as relações homem-natureza. As crianças no centro do estádio simbolizaram a proteção ao meio ambiente e o respeito à natureza.
O último segmento se iniciou com a chegada de astronautas, simbolizando a exploração espacial chinesa, que levou Yang Liwei ao espaço em 2006. Do centro do estádio surgiu uma alegoria representando o globo terrestre. Na estrutura de dezesseis toneladas, foram apresentadas projeções da Terra e do Sol. No alto, surgiram os cantores Liu Huan e Sarah Brightman, que executaram a canção oficial dos Jogos, You and Me.
Pessoas trazendo guarda-chuvas estampados com imagens de crianças sorrindo entraram no estádio, a mesmo tempo em que fogos de artifício no formato de rostos sorridentes eram lançados. A parte artística se encerrou com um show pirotécnico e com a passagem de artistas das cinquenta e seis etnias do país.

### Desfile das delegações

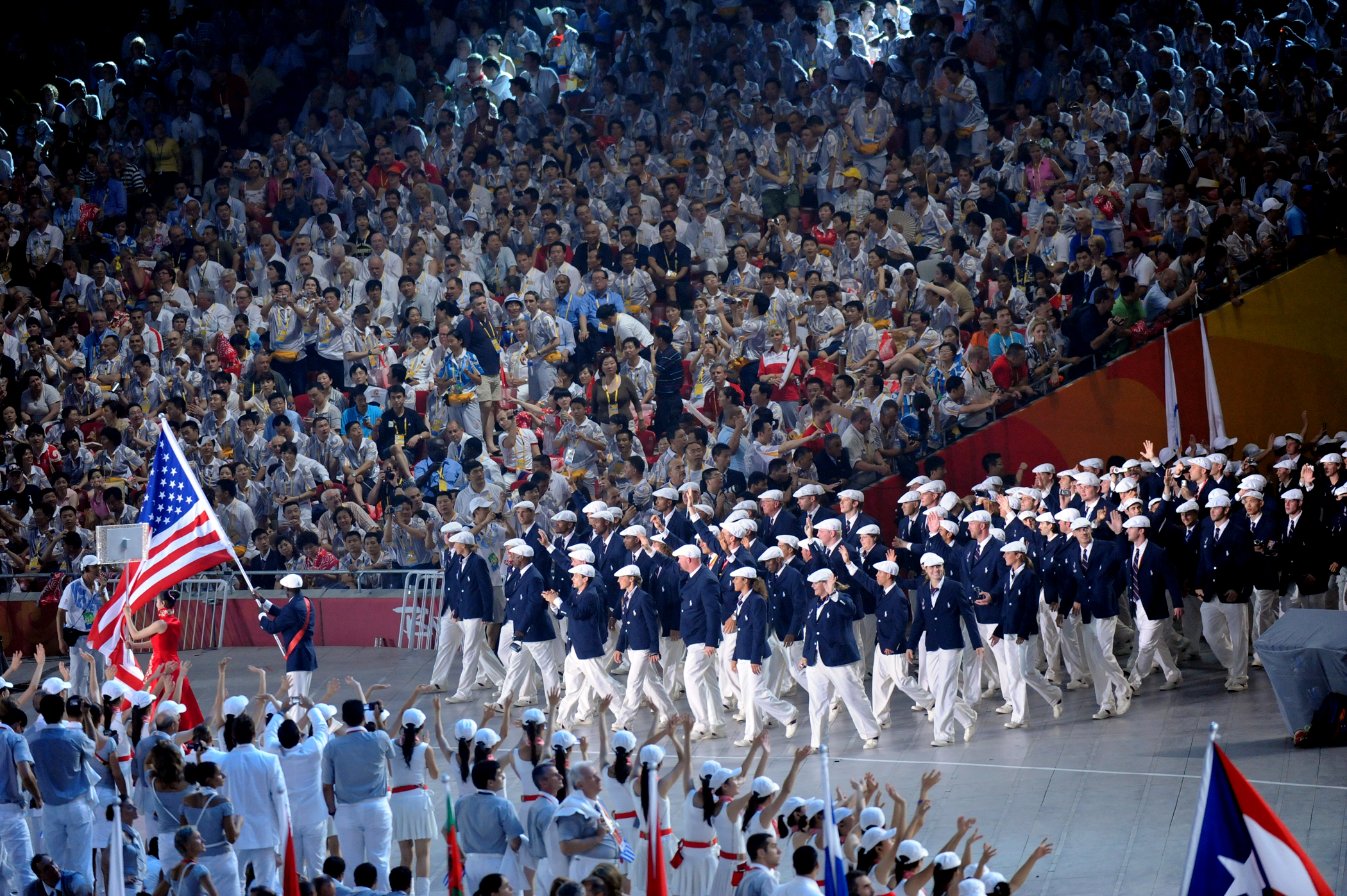
A delegação dos Estados Unidos foi a 139ª a desfilar.

De acordo com a tradição olímpica, a Grécia foi a primeira delegação a desfilar, e o país-sede veio por último. Os outros países desfilariam pela ordem alfabética do idioma do país anfitrião, mas, como a escrita chinesa não possui alfabeto, as equipes se ordenaram pelo número de traços do primeiro caractere do nome do país no chinês simplificado.
Com isso, a Guiné (几内亚) foi o primeiro país (após a Grécia) a desfilar, por ter apenas dois traços no primeiro caractere. A Austrália (澳大利亚) entrou na 202ª posição, logo à frente da Zâmbia (赞比亚), o último país a desfilar seguindo a ordem determinada. Os primeiros caracteres dos nomes destes países (澳 e 赞) possuem dezesseis traços cada.[carece de fontes?]

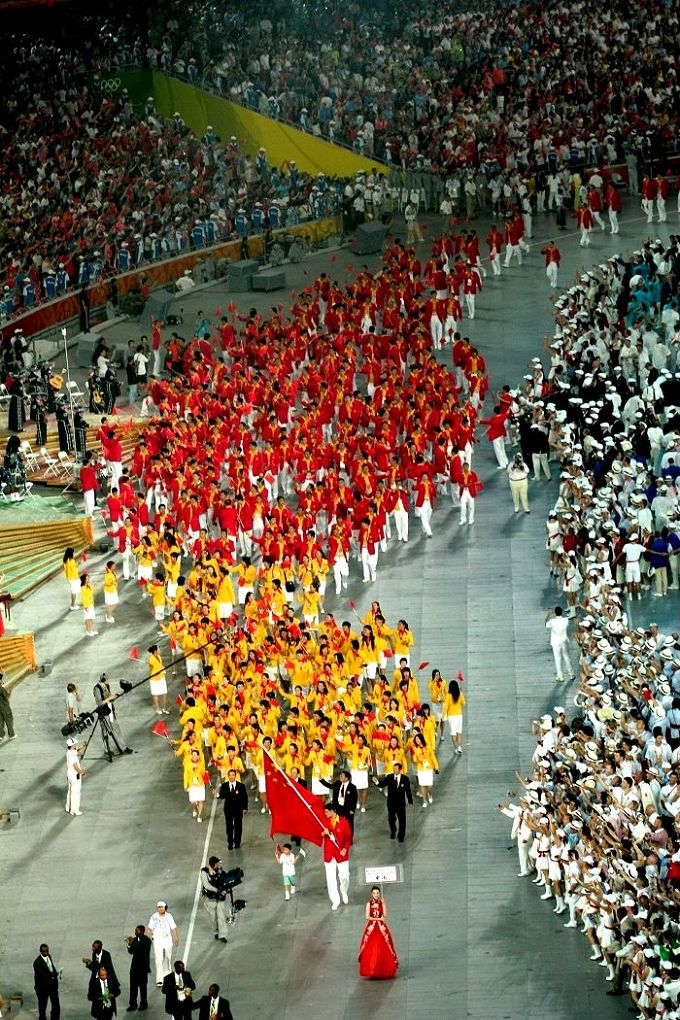
A delegação chinesa encerrou o desfile.

Ao entrar no estádio, as delegações foram anunciadas pelos locutores em francês, inglês e chinês. À frente dos atletas, uma jovem trazia uma placa com o nome do país escrito nos três idiomas. Após dar uma volta no estádio, os atletas deixaram suas pegadas na gravura que começou a ser desenhada no início da cerimônia. Ao final do desfile, um arco-íris estava formado no palco.
Ao contrário do que havia acontecido nas duas cerimônias de abertura anteriores, as Coreias, que até planejaram enviar apenas uma delegação aos Jogos, não desfilaram juntas; os atletas se dividiram nas delegações da República Democrática e Popular da Coreia (a Coreia do Norte) e da República da Coreia (a Coreia do Sul). A República da China (Taiwan) desfilou sob a denominação Taipé Chinês, devido a um acordo com o Comitê Olímpico Chinês e com o COI (os atletas ameaçaram abandonar os Jogos se a imprensa local continuasse a se referir ao país como "China Taipei").
Três delegações desfilaram pela primeira vez nesta cerimônia de abertura: Montenegro se separou da Sérvia e enviou delegação própria. Ilhas Marshall e Tuvalu foram reconhecidos pelo COI em 2007 e fizeram sua estreia olímpica. Em relação aos países participantes dos Jogos de Atenas, além de Sérvia e Montenegro, Brunei não esteve presente em Pequim, levando o total de delegações de 202 para 204.
O Brasil enviou a maior delegação da história, com 277 atletas. Portugal enviou uma delegação menor que a dos Jogos de Atenas, mas registrou um aumento na participação em esportes individuais. Outros países lusófonos que registraram recorde de participação foram Angola e São Tomé e Príncipe.
A delegação do país anfitrião, composta por 1099 membros, sendo 639 atletas, foi a última a entrar no estádio. O porta-bandeira foi o jogador de basquetebol Yao Ming, acompanhado de Lin Hao, um menino de nove anos que sobreviveu ao terremoto da província de Sichuan.

### Discursos e protocolo de abertura
Liu Qi, presidente do Comitê Organizador dos Jogos, fez um discurso dando as boas-vindas aos atletas. Em seguida, o presidente do COI Jacques Rogge fez o discurso de abertura, parabenizando a China pela realização dos Jogos, agradecendo aos voluntários e pedindo aos atletas que rejeitem o doping. Finalizando seu discurso, Rogge convidou o presidente da China Hu Jintao a declarar abertos os Jogos.
Em seguida, entrou no estádio a Bandeira Olímpica, trazida por oito atletas: Zhang Xielin (tênis de mesa), Pan Duo (montanhismo), Zheng Fengrong (atletismo), Yang Yang (A) (patinação de velocidade em pista curta), Yang Ling (tiro), Mu Xiangxiong (natação), Xiong Ni (saltos ornamentais) and Li Lingwei (badminton). O hino olímpico foi, então, executado por crianças chinesas, que cantaram em grego. Após o hino, foram feitos os juramentos dos atletas, pela mesa-tenista Zhang Yining, e dos árbitros, por Huang Liping. Encerrando a parte protocolar, cem moças apresentaram uma dança com movimentos mímicos representando pombas.

### Acendimento da pira

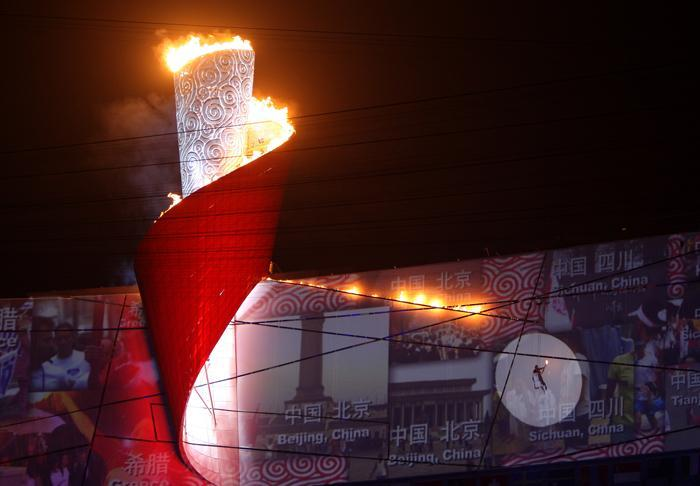
Li Ning acendeu a pira olímpica, encerrando a cerimônia de abertura.

Após a apresentação artística, o atirador Xu Haifeng trouxe a tocha olímpica para dentro do estádio e iniciou o trecho final do revezamento. Em seguida, conduziram a chama olímpica pelo Ninho de Pássaro Gao Min, dos saltos ornamentais, Li Xiaoshuang, ginasta, Zhan Xugang, halterofilista, Zhang Jun, jogadora de badminton, Chen Zhong, do taekwondo, e Sun Jinfang, do voleibol, que entregou a tocha ao ex-ginasta Li Ning, responsável por acender a pira.
Li Ning, ao acender sua tocha, foi suspenso por cabos de aço até o teto do estádio. Começou, então, a dar uma volta pela parede interna da cobertura, enquanto nela eram projetadas imagens do revezamento pelo mundo. Encerrando a volta, a tocha foi encostada numa estrutura que levou a chama até a pira. Com a pira acesa, seguiu-se um show pirotécnico, que encerrou a cerimônia com cerca de quarenta minutos de atraso.

## Polêmicas

### Acidente nos ensaios
Liu Yan, uma das principais dançarinas da China, caiu de uma plataforma de três metros de altura em 27 de julho, durante os ensaios para a cerimônia. Ela faria a única apresentação solo da cerimônia, no segmento que retrataria a Rota da Seda. Devido aos sérios danos à coluna vertebral, os médicos que a operaram constataram sua paraplegia, após seis horas de cirurgia. Liu ficou seis meses em tratamento no hospital.

### Ameaças de boicote
A atuação do governo chinês em diversas áreas, como o conflito de Darfur, as relações com o Tibete e o cerceamento de direitos humanos provocaram pedidos de boicote à cerimônia de abertura. Alguns políticos reforçaram a ideia, como a então pré-candidata à presidência dos Estados Unidos Hillary Clinton e o presidente da França Nicolas Sarkozy. Diversos órgãos, entretanto, fizeram campanha contra o ato, como a Anistia Internacional e o próprio Comitê Olímpico Internacional. Finalmente, os presidentes dos Estados Unidos, George W. Bush, e da França confirmaram presença no evento, desistindo do boicote.

### Vazamento de cenas dos ensaios
A emissora sul-coreana Seoul Broadcasting System (SBS) filmou secretamente um dos ensaios e veiculou as imagens em 30 de julho, violando uma proibição do Comitê Olímpico Internacional. O vídeo rapidamente foi carregado no YouTube, mas eliminado logo depois. Como punição, o COI decidiu, em 6 de agosto, banir câmeras da SBS dos Jogos de Pequim.

### Fogos de artifício simulados por computador
No início da cerimônia, vinte e nove fogos de artifício representaram uma marcha vinda do centro da cidade em direção ao estádio olímpico. Esse segmento gerou suspeitas de que os fogos tivessem sido simulados por computador, o que foi confirmado pelos organizadores. Na verdade, os fogos realmente foram soltos na noite de 8 de agosto (ou seja, quem passou pelos locais naquele momento viu), mas o que foi apresentado na transmissão oficial foi simulado em computador. A razão foi a dificuldade e o risco de um piloto de helicóptero acompanhar uma sequência de fogos feita dessa forma.

### Crianças representantes das minorias

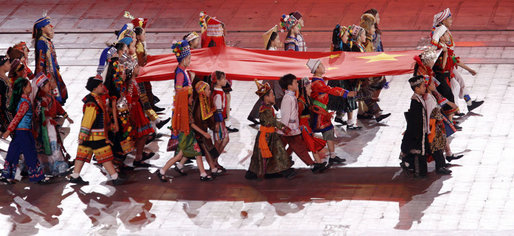
56 crianças trouxeram a bandeira do país.

Em 15 de agosto, o porta-voz do comitê organizador dos Jogos, Wang Wei, confirmou que as crianças que levaram a bandeira chinesa não eram de todas as minorias étnicas do país, embora estivessem vestidas como tal. Todas as crianças eram da etnia Han, a maior do país. Wang disse ainda que era comum atores chineses vestirem trajes típicos de outras regiões.

### Dublagem
A canção "Ode à Terra Mãe", interpretada na cerimônia por Lin Miaoke, na verdade foi gravada por Yang Peiyi, que venceu o concurso realizado para escolher a intérprete. A decisão de última hora foi tomada porque os organizadores consideraram Lin mais bonita, enquanto Yang tinha uma voz melhor.
Apesar do escândalo, dublagens em cerimônias olímpicas não são novidade. Em Turim 2006, o tenor Luciano Pavarotti dublou sua apresentação na cerimônia de abertura, devido ao seu câncer pancreático. Na mesma cerimônia, o hino nacional da Itália, cantado por Eleonora Benetti, de nove anos, também foi dublado. Em ambos os casos, entretanto, as vozes eram dos próprios intérpretes. Seis anos antes, nos Jogos de Sydney, a apresentação da Orquestra Sinfônica de Sydney foi totalmente gravada, sendo que a maior parte foi feita pela Orquestra Sinfônica de Melbourne.

## Recepção
Jacques Rogge, presidente do Comitê Olímpico Internacional, descreveu a cerimônia como inesquecível, um evento que "celebrou a imaginação, a originalidade e a energia dos Jogos de Pequim". Hein Verbruggen, chefe da Comissão Coordenadora dos Jogos da XXIX Olimpíada do COI, classificou a noite de 8 de agosto de 2008 como "uma noite para ser relembrada - pelo povo chinês e pelo mundo".
"Espetacular" e "ostentoso" foram dois adjetivos usados para descrever aquela que foi considerada por diversos veículos do mundo a melhor cerimônia de todos os tempos. A rede de televisão dos Estados Unidos CNN declarou que os Jogos apresentaram um "nível de ostentação jamais visto nos Jogos Olímpicos", mesmo elogio dado pelo jornal USA Today. A Agence France-Presse disse que os Jogos, envolvidos por controvérsias e com custo de quarenta bilhões de dólares, vieram à vida com uma cerimônia espetacular. A rede britânica BBC classificou a cerimônia como "deslumbrante". Outros veículos britânicos, como o jornal The Times, alertaram para a dificuldade que Londres, sede dos próximos Jogos Olímpicos, teria para fazer uma cerimônia melhor que a de Pequim.
Apesar de a recepção ter sido, de modo geral, positiva, diversos veículos de imprensa criticaram a cerimônia. O jornal canadense The Globe and Mail destacou a cerimônia como "a mão de ferro por trás do show mágico". A Reuters destacou que a presença do Exército de Liberação Popular da China na cerimônia dava sinais de que os militares seriam uma constante nos Jogos, apesar da promessa de respeito aos direitos humanos e à liberdade de imprensa. O jornal tailandês Asia Times, apesar de elogiar a cerimônia, criticou a falta de emoção nas apresentações. A mesma crítica foi feita pela carnavalesca brasileira Rosa Magalhães, diretora da cerimônia de abertura dos Jogos Pan-Americanos de 2007.
O diretor Steven Spielberg, que chegou a ser conselheiro da cerimônia, classificou-a como "um espetáculo inesquecível". O jornalista Roger Ebert, do Chicago Sun-Times, elogiou o diretor Zhang Yimou, dando a ele uma medalha de ouro simbólica. O trabalho do diretor o levou a ser indicado a Pessoa do Ano de 2008 pela revista Time.
Os números acerca da quantidade de pessoas que assistiram à cerimônia são incertos. O site oficial dos Jogos anunciou quatro bilhões de telespectadores, enquanto a Bloomberg divulgou o número de 2,3 bilhões e o The Wall Street Journal noticiou que cerca de dois bilhões de pessoas haviam assistido ao evento. Em Portugal, a RTP2 teve a maior audiência da década com a transmissão da abertura dos Jogos, vista por mais de 500 mil pessoas. No Brasil, a Rede Globo obteve dezenove pontos no índice IBOPE, bem acima do padrão para o horário. Cada ponto representa 55,5 mil televisores ligados na Grande São Paulo.